# 己丙氨酯
己丙氨酯（英語：Hexapropymate）是一种催眠/镇静剂。它具有与巴比妥类药物相似的作用，并在1970年代至80年代用于治疗失眠，之后被安全性更高的新药所取代。